# Francesco Della Corte
Francesco Della Corte (Napoli, 22 febbraio 1913 – Genova, 24 settembre 1991) è stato un filologo classico e latinista italiano.

## Biografia
Figlio del musicologo Andrea Della Corte, compì gli studi universitari a Torino alla scuola di Augusto Rostagni. Della Corte svolse gran parte della sua attività all'Università di Genova, ove fu per decenni professore ordinario di Letteratura latina. Le sue opere, numerosissime, sono dedicate alla storia della cultura romana, alla filologia latina, e, tra i singoli autori, a Plauto, Varrone, Catullo, Virgilio, Svetonio, Nonio Marcello. Gli scritti minori sono raccolti in 14 volumi di Opuscula. Per l'Istituto dell'Enciclopedia Italiana diresse l'Enciclopedia virgiliana (nella quale è contenuta una delle sue due traduzioni dell'Eneide) e iniziò il lavoro per l'Enciclopedia oraziana. Fu anche autore di tre drammi teatrali (Processo per magia, Atene anno zero, Mia moglie Eloisa). 
Tra i suoi numerosi allievi vanno ricordati Giuseppina Barabino, Teresa Mantero, Fulvio Grosso, Ferruccio Bertini.

## Omaggi
- Alla sua memoria è stato dedicato il Dipartimento di Archeologia e Filologia Classica dell'Università di Genova, poi confluito nel Dipartimento di Antichità, Filosofia e Storia.

## Opere principali

### Saggi
- La filologia latina dalle origini a Varrone, Firenze 1981² (Torino 1937¹)
- Svetonio. Eques romanus, Firenze 1967
- Catone censore. La vita e la fortuna, Firenze 1969² (Torino 1949¹)
- Da Sarsina a Roma. Ricerche plautine, Firenze 1970³ (Genova 1952¹)
- Varrone il terzo gran lume romano, Firenze 1970² (Genova 1954¹)
- La mappa dell'Eneide, Firenze 1972
- Personaggi catulliani, Firenze 1976 (I ed. in Due studi catulliani, Genova 1951)
- Storia (e preistoria) del testo ausoniano, Roma 1991.
- Opuscula, 14 voll., Genova, Istituto di Filologia Classica e Medievale (poi Darficlet), 1971-2000.

### Manuali per la didattica
- Avviamento allo studio delle lettere greche, Genova 1969 (varie edizioni).
- Avviamento allo studio delle lettere latine, Genova 1972 (varie edizioni, fin dall'ed. Torino 1952).

### Opere di consultazione
- Introduzione allo studio della cultura classica, Milano 1972
- Enciclopedia virgiliana, Roma 1984-1991
- Dizionario degli scrittori greci e latini, Milano 1987, 3 voll.
- Enciclopedia oraziana, Roma 1996-1998 (proseguita e conclusa da Scevola Mariotti)

### Teatro
- Processo per magia e altri drammi, Milano 1964.